# Nood-wrakboei

Knipperpatroon

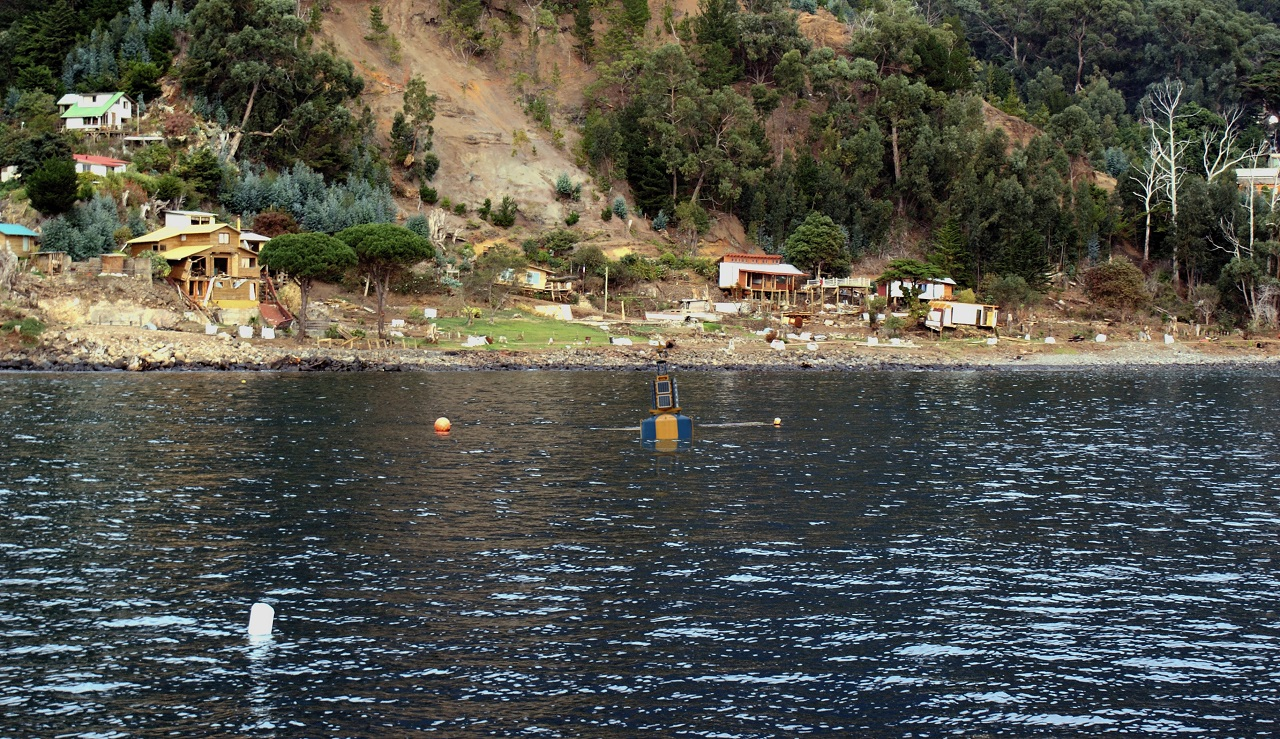
boei uitgelegd

Nood-wrakboei

Een nood-wrakboei (Engels: emergency wreck buoy) is een maritiem hulpmiddel voor navigatie. Het wordt gebruikt om een nieuw wrak te markeren dat nog niet in maritieme documenten (zoals zeekaarten en/of Bericht aan zeevarenden (BaZ)) is verwerkt.
Er wordt vanuit gegaan dat zo'n boei neergelegd wordt in de eerste 24 à 72 uur nadat een "object" (zoals bijvoorbeeld een schip) een wrak is geworden. Na die tijd kan er een meer permanente markering van het gevaar (zoals markering voor geïsoleerd gevaar of kardinale markering) gedaan worden en kan het gevaar ook op kaarten en andere nautische publicaties verwerkt zijn.
De International Association of Marine Aids to Navigation and Lighthouse Authorities (IALA) heeft dit type en vorm voor een boei gedefinieerd in reactie op het zinken op 14 december 2002 van het roll-on-roll-offschip Tricolor na een botsing met het containerschip Karibaen in dichte mist. Vervolgens botste op 16 december het Duitse schip Nicola op de Tricolor. Op 1 januari botste de in Turkije geregistreerde tanker Vicky op het wrak in 30-meter diep water.
De boei is zo ontworpen "dat het duidelijk en zonder enige twijfel is" dat het gaat om een nieuw en nog niet gedocumenteerd gevaar.

De boei is voorzien van een even aantal (4, 6 of 8) gele en blauwe verticale strepen van hetzelfde formaat. Eventueel kan de Engelse tekst "WRECK" aangebracht zijn; desgewenst met een geel rechtop staand kruis als topteken. Het verplichte licht knippert volgens het patroon Blauw 1,0s + 0,5s uit + Geel 1,0s + 0,5s uit = 3,0 seconden. De lichtkarakteristiek is: OcAl BuY 3s.
In Nederland is het geregeld in het Scheepvaartreglement territoriale zee.